# Notoplax sphenorhyncha
Notoplax sphenorhyncha är en blötdjursart som först beskrevs av Tom Iredale och Hull 1925.  Notoplax sphenorhyncha ingår i släktet Notoplax och familjen Acanthochitonidae. Inga underarter finns listade i Catalogue of Life.